# 皇缓
皇缓（？—？），子姓，皇氏，名缓，宋国右师。
前477年春，宋国杀皇瑗。宋景公恢复皇氏家族，以皇缓做右师。前469年，宋景公无子，以公孙周的儿子得和启养在公宫里，还没有立继承人。当时皇缓做右师，皇非我做大司马，皇怀做司徒，灵不缓做左师，乐茷做司城，乐朱鉏做大司寇，六卿三族（皇、灵、乐）共同听取政事，通过大尹上达国君。